# Козариці
Козариці (хорв. Kozarice) — населений пункт у Хорватії, у Сисацько-Мославинській жупанії у складі міста Новська.

## Населення
Населення за даними перепису 2011 року становило 433 осіб.
Динаміка чисельності населення поселення:

## Клімат
Середня річна температура становить 11,13 °C, середня максимальна – 25,28 °C, а середня мінімальна – -5,37 °C. Середня річна кількість опадів – 921 мм.
| Клімат поселення                              | Клімат поселення | Клімат поселення | Клімат поселення | Клімат поселення | Клімат поселення | Клімат поселення | Клімат поселення | Клімат поселення | Клімат поселення | Клімат поселення | Клімат поселення | Клімат поселення | Клімат поселення |
| Показник                                      | Січ.             | Лют.             | Бер.             | Квіт.            | Трав.            | Черв.            | Лип.             | Серп.            | Вер.             | Жовт.            | Лист.            | Груд.            |                  |
| Середній максимум, °C                         | 6,89             | 8,70             | 13,00            | 17,34            | 22,01            | 25,28            | 24,38            | 23,76            | 20,01            | 15,18            | 9,70             | 5,40             |                  |
| Середня температура, °C                       | 0,76             | 2,58             | 6,89             | 11,20            | 15,88            | 19,17            | 20,84            | 20,21            | 16,45            | 11,62            | 6,14             | 1,85             |                  |
| Середній мінімум, °C                          | −5,37            | −3,55            | 0,76             | 5,10             | 9,76             | 13,02            | 17,28            | 16,65            | 12,88            | 8,06             | 2,60             | −1,72            |                  |
| Норма опадів, мм                              | 58               | 53               | 63               | 77               | 83               | 96               | 85               | 89               | 77               | 82               | 88               | 70               |                  |
| Середньомісячна швидкість вітру, м/с          | 1.80             | 2.00             | 2.40             | 2.30             | 2.10             | 1.90             | 1.90             | 1.70             | 1.70             | 1.78             | 1.80             | 1.82             |                  |
| Середньомісячна сонячна радіація, кДж/м²·день | 4335             | 7110             | 10956            | 15333            | 19574            | 21849            | 22687            | 19811            | 14854            | 9152             | 4879             | 3583             |                  |
| --------------------------------------------- | ---------------- | ---------------- | ---------------- | ---------------- | ---------------- | ---------------- | ---------------- | ---------------- | ---------------- | ---------------- | ---------------- | ---------------- | ---------------- |
| Джерело:                                      |                  |                  |                  |                  |                  |                  |                  |                  |                  |                  |                  |                  |                  |